# Струлёв, Борислав Борисович
Борислав Борисович Струлёв (род. 21 августа 1976, Москва) — российский виолончелист. В 1992 году стал победителем Всероссийского конкурса молодых артистов в Москве и лауреатом Международного благотворительного фонда «Новые Имена». Играет на виолончели французского мастера Жана Батиста Вийома (Париж, 1844).
Живёт и работает между Нью-Йорком и Москвой, в качестве солиста дебютировал в Карнеги-холле в 1999 году с Байроном Дженисом.

## Биография
Борислав Струлёв родился 21 августа 1976 года в семье профессиональных музыкантов. Отец, Борис Борисович — певец/баритон и хоровой дирижёр, работал в Московском государственном академическом камерном хоре под руководством В. Минина. Мать, Марина Владимировна Струлёва — пианистка, с шестнадцати лет начала работать в училище имени Гнесиных, аккомпанировала много лет, после чего концертировала с сыном Бориславом Струлёвым. Дед, Борис Гаврилович Струлев — оперный певец, первый исполнитель песен Соловьева-Седова. Второй дедушка по отцовской линии, Максимиллиан Сергеевич Гликман — один из основателей российских железных дорог, любил музыку, прекрасно играл на рояле. Борислав Струлёв приходится двоюродным племянником Олегу Анофриеву.
Борислав Струлёв начал обучаться игре на виолончели в 1984 в возрасте 8 лет у педагога Журавлевой Марии Юрьевны, впоследствии поступив в Центральную музыкальную школу.
Посмотрев на меня, директор музыкальной школы сказал: «Борислав, у тебя есть две возможности: первая – это скрипка, а вторая – это виолончель. Если ты выберешь скрипку, то будешь заниматься и играть всегда стоя. А если выберешь виолончель, то будешь играть и заниматься, сидя на стуле».

С тех пор я выбрал, вот так банально, потрясающий, уникальный инструмент, который для меня, с тех минут, стал моим голосом и воплощением того или иного жизненного накопленного опыта, который я передаю через свою игру.
Выступать на публике Борислав начал в 1991 году после знакомства с первым секретарём Союза композиторов СССР Тихоном Николаевичем Хренниковым. Вместе с ним ездил по всей России, исполняя Виолончельный концерт и сонату Т. Хренникова. После этого игру Борислава стали показывать по телевидению, появились новые концерты, стали регулярные выступления в Большом зале консерватории, в зале Чайковского.
После выступления в Большом зале Московской консерватории в 1992, где Борислав играл с американским дирижёром Джоэлем Шпигельманом, запись услышал известный американский скрипач Айзек Стерн и пригласил в США. Также было получено приглашение на дебют в Кеннеди-центре, от Джеймса Вулфенсона и Байрона Джениса. После встречи и прослушивания Мартой Истомин-Казальс поступает в Манхэттенскую музыкальную школу, получив полную стипендию на обучение.
Стал широко известен после дебюта в Карнеги-холле в 1999 году, где играл совместно с Байроном Дженисом.
Сегодня Борислав Струлев — востребованный музыкант, выступающий на самых разных площадках, сотрудничающий со многими оркестрами мира, частый гость различных музыкальных фестивалей, является художественным руководителем и идейным вдохновителем фестиваля BelgorodMusicFest: Borislav Strulev & frends (Белгород). Борислав нередко экспериментирует, смешивая музыкальные стили (кроссовер) и играя со звуком, создаёт настоящее шоу на сцене.
Один из первых, кто начал исполнять джаз на виолончели.

## Семья
Борислав женат. Свадьба состоялась в 2014 году.
Жена — скрипачка Анна Владимировна Боровик. Родилась в Белгороде, лауреат международных конкурсов, в 2003 году окончила Московское музыкальное училище имени Гнесиных и поступила в Московскую государственную консерваторию.
В 2019 году у них родился сын.

## Творчество
О Струлёве много и восторженно пишут в США. Музыкальный критик в The New York Times:

Борислав Струлёв — виолончелист с богатым, певучим звуком, который передаёт ощущение божественной формы исполнения.
Оригинальный текст (англ.)Borislav Strulev, the cello soloist, played with a rich, singing tone and conveyed a sense of the line’s devotional shape.

San Francisco Chronicle:

Он может гордиться потрясающим, всеобъемлющим звуком, полным ярких красок и естественной силы; когда он играет, его музыка просто обвалакивает вас.
Оригинальный текст (англ.)boasts an enormous, gripping sound, full of bright colors and effortless power; when he plays he commandeers the sonic spotlight with ease.

Борислав — выдающийся виолончелист исключительного темперамента и техники, музыкант безудержной энергетики и драйва, один из первых начавший исполнять джаз на виолончели, живёт и работает между Нью-Йорком и Москвой. В качестве солиста дебютировал в Карнеги Холле в 1999 году — играл с легендарным пианистом Байроном Дженисом а так же был специальным гостем на торжестве, посвященном Оскару Петерсону (Карнеги Холл). Участвовал в записи саундтреков к фильму «Хаос и желание» (фр. La turbulence des fluides) студии Люка Бессона.
Б. Струлев выступал в таких залах как:
Карнеги-холл (англ. Сarnegie Hall), Элис Талли Холл (англ. Alice Tully Hal) и Эвери-Фишер-холл (англ. Avery Fisher Hall Lincoln Centre) (Нью-Йорк), Кеннеди-центр исполнительского искусства (англ. Kennedy Centre) (Вашингтон), Orchestra Hall (Чикаго), Kravis Centre и Van Wezel Hall (Флорида), Auditorio de Madrid и Auditorio de Leon (Испания), Berlin Philharminic (Берлин), Kölner Philharmonie (Кёльн), Auditorio de Torino (Италия), Muzikverein (Вена), Salle Gaveau (Париж), Suntory Hall (Токио), Концертном зале им. П. И. Чайковского (Москва), Большом и Малом Залах Московской Консерватории, Московском Международном Доме Музыки, в Большом зале Санкт-Петербургской академической филармонии им. Д. Д. Шостаковича, Концертном зале Мариинского театра (Санкт-Петербург).
Оркестры, с которыми сотрудничал Борислав Струлёв: Detroit Symphony Orchestra, California Symphony Orchestra, Chicago Sinfonietta, Orpheus Chamber Orchestra, Milwaukee Symphony Orchestra, The Hawaii Symphony Orchestra, Antalya State Symphony Orchestra, Национальный симфонический оркестр Итальянского Радио и Телевидения (RAI-Radiotelevisione Italiana), Sinfonieorchester Köln, Vienna Tonkünstler музыкального общества Вены, Helsingborgs Symfoniorkeste, Norrlands Operan, del Principado de Asturia, Симфонический оркестр Индии, Симфонический оркестр Большого театра, Симфонический оркестр Мариинского театра, «Виртуозы Москвы», Государственный академический симфонический оркестр России им. Е. Ф. Светланова, Академический симфонический Московской филармонии, Государственный симфонический оркестр Республики Татарстан, оркестры Южной Америки и Южной Африки и многие другие.
Высокий авторитет музыканта, экспериментатора и лидера позволили Бориславу стать Музыкальным директором: Международного музыкального фестиваля «BelgorodMusicFest» — «Борислав Струлёв и друзья»
Борислав Струлёв факелоносец эстафеты Олимпийского огня — SOCHI2014, был номинантом на премию «Человек года русскоязычной Америки» 2014 в Нью-Йорке.
Борислав Струлев стал Общественным послом XIX Всемирного фестиваля молодежи и студентов, 2017 года в Сочи.
Борислав Струлёв стал рекордсменом России (русский Гиннесс) сыграв концерт в шахте рудника «КМАруда», для шахтёров на глубине 340 м в память о погибших горняках.
Борислав Струлёв был номинирован на Российскую Национальную Музыкальную Премию «Виктория» 2017 и 2018 как Инструменталист года в классической музыке.
В Вашингтоне в Кеннеди-центре праздновали 90-летие Мстислава Ростроповича.
Борислав Струлёв был почётным гостем и приглашённым артистом на концерте в честь памяти великого Ростроповича в Вашингтоне в Центре исполнительских искусств имени Джона Кеннеди.
Борислав создал удивительный конкурс для художников ArtCelloLab — где каждый может проявить себя и иметь возможность поместить свои работы внутри виолончели Борислава в момент его игры — это уникальный синтез и огромный шаг в современном Российском искусстве.
Борислав Струлев сотрудничал с Байроном Дженисом, Кларком Терри, Бобби Макферрином, Мишелем Леграном, Еленой Образцовой, Ильдаром Абдразаковым, Денисом Мацуевым, Ильей Итиным, Джулианом Рахлином, Джанин Янсен, Роханом де Сильвой, Роджером Келлавеем, Мэттом Херсковицем, Хен Ки Джу, Александром Марковым, Рэнди Брекером, Реджиной Картер, Дорадо, Amati & Samson Schmitt, Рассел Мэлоун, Эдди Дэниэлс, Пакито Д’Ривера, Роби Лакатос, Janoska Ensemble, Орош Золтан, Кристиан Макбрайд, Льюис Нэш, Джонатан Моффетт, Миа Фэрроу, Кэтлин Баттл, Элиан Элиас, Денис Гривз, Шон Леннон, Дэйв Грусин, Олегом Газмановым и другими.

### Оркестры
Борислав Струлёв выступал с такими оркестрами как: Детройтский симфонический оркестр, Калифорнийский симфонический оркестр, симфонический оркестр Милуоки, камерный оркестр «Орфей», симфонический оркестр Гонолулу, Национальный симфонический оркестр Итальянского радио, Кёльнский симфонический оркестр, Хельсингборгский симфонический оркестр, оркестр La Laguna, оркестр del Principado de Asturias, симфонический оркестр Norrlands Operan, симфонический оркестр Мариинского театра, Виртуозы Москвы, Государственный академический симфонический оркестр России им. Е. Ф. Светланова, академический симфонический оркестр Московской филармонии, Красноярский академический симфонический оркестр.

### Дирижёры
Очень примечательны совместные работы Борислава со знаменитыми дирижёрами: A. Leaper, Н. Ярви, К. Ярви, М. Харт-Бедойя, С. Вейгле, Ю. Симоновым, П. Коганом, А. Ведерниковым, М. Паризотто, М. Горенштейном, Майклом Стерном, Дж. Пехлеваняном, Р. Милановым и А. Витом.

## Дискография
- THE CELLO OF MY HEART — The record label Melodiya 2 CD
- CELLO LOUNGE, VOL. 2 — BORISLOVE & NOIZEPUNK, GENE «NOIZEPUNK» PRITSKER, BORISLAV STRULEV — NAXOS LABEL
- «Cello Show» — NAXOS LABEL
- BORISLAV STRULEV & «PAPOROTNIK» ORCHESTRA — CELLOTANGO — NAXOS LABEL
- Rachmaninoff: Sonata for cello and piano Op. 19, Vocalise Op. 34 No. 14 (trans. cello and piano)
- Shostakovich: Sonata for cello and piano Op. 40, Polka from «L’Âge d’Or» (trans. cello and piano) — The Age of Gold (ballet suite), Op. 22a
- CELLO LOUNGE, VOL. 1 — BORISLOVE & NOIZEPUNK, GENE «NOIZEPUNK» PRITSKER, BORISLAV STRULEV — NAXOS LABEL
- REGINA CARTER, PAGANINI: AFTER A DREAM — VERVE LABEL
- DENYCE GRAVES — THE LOST DAYS: MUSIC IN THE LATIN STYLE — RCA LABEL RED LABEL
- ARIELLE DOMBASLE — EXTASE — SONY LABEL
- ROGER KELLAWAY: LIVE AT THE JAZZ STANDARD, ALL MY LIFE
- The Paperboy (Фильм 2012)
- La Turbulence des fluides (Фильм 2002)
- La Taupe (Фильм 2007)
- Цыганки (Телесериал 2009)
- Letters From the Dead

## Награды
- Медаль Святителя Иоасафа, епископа Белгородского II степени.
- Почётный знак «За заслуги в развитии культуры и искусства» (16 апреля 2015 года, Межпарламентская ассамблея СНГ) — за значительный вклад в формирование и развитие общего культурного пространства государств — участников Содружества Независимых Государств, реализацию идей сотрудничества в сфере культуры и искусства[14].